# 五氟化二铁
五氟化二铁是一种无机化合物，化学式为Fe2F5，是一个含+2和+3价铁的混合价态化合物。

## 制备
五氟化二铁的水合物可由铁和沸腾的氢氟酸反应得到。水合物在180 °C脱水得到无水物。
也有文献记载，Fe2F5的水合物在295 °C分解，生成FeF3·H2O和FeF2，而不会产生无水Fe2F5。

## 性质
五氟化二铁是钢蓝色至灰色的片状固体，极易吸湿，在潮湿空气中迅速转化为红色的三水合物。一些新文献对这种红色固体表征，确认其为二水合物。二水合物为正交晶系晶体，空间群Imma。